# Сильвен-Гома, Луи
Луи Сильвэн-Гома (фр. Louis Sylvain Goma; 28 июля 1941, Пуэнт-Нуар, Французская Экваториальная Африка) — конголезский военный, политический и государственный деятель, премьер-министр Республики Конго (1975—1984 и 1991). Начальник Генерального штаба Национальной народной армии Конго (1968—1969 и 1974—1975). Генеральный секретарь Экономического сообщества центральноафриканских государств (1999—2012). Бригадный генерал, дипломат.

## Биография
Служил в армии. До 1961 г. изучал математику в Версале (Франция). Окончив офицерскую школу Сен-Сир, получил специальность военного инженера.
С 1964 года занимал руководящие должности в конголезской армии, служил заместителем директора Главного военно-инженерного управления.
В 1968—1969 годах левые социалистические силы преобладали в армии и под руководством Мариан Нгуаби провозгласили Народную Республику Конго, которая в последующие 20 лет ориентировалась на социалистический путь развития.
В августе 1968 года был назначен заместителем начальника Генерального штаба «Конголезской национальной народной армии», в феврале 1969 года в чине капитана — начальником штаба конголезской армии.
В 1969/70 г. Сильвэн-Гома перешёл на работу в правительство в качестве государственного секретаря по обороне и безопасности, занимал пост министра общественных работ и транспорта (с 1970 по 1974). В 1974 г. был вновь назначен начальником штаба Национальной народной армии Конго. Бригадный генерал с января 1973 года.
В 1969 году входил в состав Военного комитета Национального совета революции. Член Конголезской партии труда.
18 декабря 1975 года впервые занял пост премьер-министра при президенте Мариан Нгуаби, пришедшем к власти после переворота летом 1968 года. После его убийства в марте 1977 года ЦК Конголезской партии труда действовал как коллективный орган руководства. 3 апреля двоюродный брат покойного Жоаким Йомби-Опанго стал новым главой государства. В феврале 1979 года его сместил Дени Сассу-Нгессо, при этом Л. Сильвэн-Гома оставался главой правительства до 7 августа 1984 года.
Во второй раз занимал премьерское кресло с 8 января по 8 июня 1991 года.
Позже, стал генеральным секретарём Экономического сообщества центральноафриканских государств (1999—2012).
С апреля 2012 года — на дипломатической работе, был послом Республики Конго в Парагвае (2017) и Бразилии (2019).